# Кольчугинська сільська рада
Кольчу́гинська сільська́ ра́да — адміністративно-територіальна одиниця та орган місцевого самоврядування в Сімферопольському районі Автономної Республіки Крим. Адміністративний центр — село Кольчугине.

## Загальні відомості
- Населення ради: 6 643 особи (станом на 2001 рік)

## Населені пункти
Сільській раді були підпорядковані населені пункти:
- с. Кольчугине
- с. Прудове
- с. Рівнопілля

## Склад ради
Рада складалася з 25 депутатів та голови.
- Голова ради: Гордіяш Наталля Олексіївна
- Секретар ради: Кабалюк Тетяна Іванівна

### Керівний склад попередніх скликань
| Прізвище, ім'я, по батькові | Основні відомості                                                         | Дата обрання | Дата звільнення |
| --------------------------- | ------------------------------------------------------------------------- | ------------ | --------------- |
| Ніколаєва Тетяна Петрівна   | Сільський голова, 1956 року народження, позапартійна                      | 26.03.2006   | 31.10.2010      |
| Гордіяш Наталля Олексіївна  | Сільський голова, 1961 року народження, освіта вища, член Партії регіонів | 31.10.2010   |                 |

Примітка: таблиця складена за даними сайту Верховної Ради України

### Депутати
За результатами місцевих виборів 2010 року депутатами ради стали:

#### За суб'єктами висування
| Суб'єкт висування | Кількість обраних депутатів | %    |
| ----------------- | --------------------------- | ---- |
| Партія регіонів   | 20                          | 58,8 |
| Самовисування     | 11                          | 32,4 |
| Партія «Союз»     | 3                           | 8,8  |

#### За округами
| № округу        | Прізвище, ім'я, по батькові     | Дата визнання обраним | Освіта  | Партійна приналежність | Відомості про обраного депутата                            |
| --------------- | ------------------------------- | --------------------- | ------- | ---------------------- | ---------------------------------------------------------- |
| Партія регіонів |                                 |                       |         |                        |                                                            |
| 1               | Глуздань Світлана Володимирівна | 02.11.2010            | середня | позапартійна           | територіальний реабілітаційний центр, соціальний працівник |
| 2               | Глухов Олексій Валерійович      | 02.11.2010            | вища    | позапартійний          | «Укртелеком», інженер                                      |
| 3               | Сівоус Віктор Михайлович        | 02.11.2010            | середня | позапартійний          | ПП «Сівоус»                                                |
| 4               | Шейкін Володимир Володимирович  | 02.11.2010            | вища    | позапартійний          | ОАО «Мироновський хліб», водій                             |
| 5               | Москаленко Валентина Валеріївна | 02.11.2010            | вища    | позапартійна           | Кольчугинська рада, інспектор ВОС                          |
| 6               | Озеров Ігор Степанович          | 02.11.2010            | вища    | позапартійний          | ООО «Кроненталь», начальник охорони                        |
| 7               | Мухаметшина Альбіна Асхатовна   | 02.11.2010            | вища    | позапартійна           | філія школи, викладач                                      |
| 8               | Афоніна Єльміра Тофіківна       | 02.11.2010            | середня | позапартійна           | будинок культури, завгосп                                  |
| 12              | Бойко Ігор Миколайович          | 02.11.2010            | середня | позапартійний          | пенсіонер                                                  |
| 13              | Мінайкін Едуард Юрійович        | 02.11.2010            | вища    | позапартійний          | центр «Кроненталь», голова                                 |
| 14              | Кабалюк Тетяна Іванівна         | 02.11.2010            | середня | позапартійна           | Кольчугинська рада, інспектор                              |
| 15              | Паніна Галина Володимирівна     | 02.11.2010            | середня | позапартійна           | Кольчугинська лікарня, дезинфектор                         |
| 16              | Давидов Сергій Михайлович       | 02.11.2010            | середня | позапартійний          | пенсіонер                                                  |
| 20              | Стратійчук Олег Петрович        | 02.11.2010            | середня | позапартійний          | ПП «Стратійчук»                                            |
| 22              | Кісельова Людмила Сергіївна     | 02.11.2010            | вища    | позапартійна           | ООО «Віноградний», інженер                                 |
| 26              | Куку Ділявер                    | 02.11.2010            | середня | позапартійний          | пенсіонер                                                  |
| 27              | Подолян Віталій Володимирович   | 02.11.2010            | середня | позапартійний          | тимчасово не працює                                        |
| 29              | Нищенко Людмила Петрівна        | 02.11.2010            | середня | позапартійна           | адаптаційний центр, соц.працівник                          |
| 31              | Кудинов Микола Миколайович      | 02.11.2010            | вища    | позапартійний          | територіальне медичне об'єднання, опалювач                 |
| 32              | Овчиникова Любов Вікторівна     | 02.11.2010            | середня | позапартійна           | адаптаційний центр, соц.працівник                          |
| Партія «Союз»   |                                 |                       |         |                        |                                                            |
| 17              | Кравченко Олена Федорівна       | 02.11.2010            | середня | член Партії «Союз»     | ООО «Екохліб», начальник цеху                              |
| 18              | Басалай Сергій Григорович       | 02.11.2010            | середня | член Партії «Союз»     | тимчасово не працює                                        |
| 19              | Бабюк Світлана Юріївна          | 02.11.2010            | середня | член Партії «Союз»     | ПП «Бабюк»                                                 |
| Самовисування   |                                 |                       |         |                        |                                                            |
| 9               | Андруневчин Василь Васильович   | 02.11.2010            | середня | член Партії «Союз»     | ПП «Сегал», зав.гаражом                                    |
| 10              | Емурлаєв Ферід Халітович        | 02.11.2010            | середня | позапартійний          | пенсіонер                                                  |
| 11              | Куртсеітов Сейт-Асан            | 02.11.2010            | вища    | позапартійний          | ПП «Сагено»                                                |
| 21              | Ідрисов Нариман Нурединович     | 02.11.2010            | вища    | позапартійний          | житлово-комунальне підприємство, інженер                   |
| 23              | Ібрагімов Зевжит Шакірович      | 02.11.2010            | середня | позапартійний          | ООО «Віноградний», охоронець                               |
| 24              | Суфянов Ельдар Вінерович        | 02.11.2010            | вища    | позапартійний          | Кольчугинська рада, інспектор                              |
| 25              | Ібраїмов Ілімдар Лутфієвич      | 02.11.2010            | вища    | позапартійний          | ПП «Ібраїмов»                                              |
| 28              | Бекіров Абдураман Бекірович     | 02.11.2010            | середня | позапартійний          | ПП «Бекіров»                                               |
| 30              | Яяєв Едем Ремзійович            | 02.11.2010            | вища    | позапартійний          | тимчасово не працює                                        |
| 33              | Петренко Анатолій Іванович      | 02.11.2010            | середня | позапартійний          | тимчасово не працює                                        |
| 34              | Зекер'яєв Абдулла Салімович     | 02.11.2010            | середня | позапартійний          | тимчасово не працює                                        |